# Genista hystrix
Genista hystrix é uma espécie de planta com flor pertencente à família Fabaceae. 
A autoridade científica da espécie é Lange, tendo sido publicada em Descriptio Iconibus Illustrata Plantarum Novarum...Flora Hispanica 1: 1, pl. 2. 1864.

## Portugal
Trata-se de uma espécie presente no território português, nomeadamente em Portugal Continental.
Em termos de naturalidade é endémica da Península Ibérica.

## Protecção
Não se encontra protegida por legislação portuguesa ou da Comunidade Europeia.